# Cronologia da pandemia de COVID-19 no Afeganistão
Este artigo documenta a cronologia da pandemia de coronavírus de 2020 no Afeganistão e pode não incluir todas as principais respostas e medidas contemporâneas.

## Linha do tempo

### Fevereiro de 2020
- 24 de fevereiro: O Afeganistão confirma primeiro caso de coronavírus, uma pessoa de 35 anos que havia viajado para Qom.[1][2]

### Março de 2020
- 16 de março:
  - Os talibãs, ou emirado islâmico decidem cooperar na luta contra o coronavírus.
  - O país confirma 22 casos de pessoas infectadas com o coronavírus.[3]
- 22 de março: Primeira morte ligada ao COVID-19: um homem de 40 anos, oriundo da província de Balkh, no norte do Afeganistão, que tinha um histórico clínico e que morreu em casa.[4][5]
- 25 de março: As autoridades do Afeganistão bloqueiam uma província ocidental na fronteira com o Irã devido ao aumento do número de casos do novo coronavírus no país.[6]
- 26 de março: O presidente do Afeganistão, Ashraf Ghani, ordena a libertação 10 mil detentos para que a pandemia do coronavírus se espalhe entre a população carcerária do país, especialmente entre detentos dos grupos de risco.[7][8]

### Abril de 2020
- 18 de abril: Cerca de 20 funcionários do presidente afegão Ashraf Ghani testam positivo para coronavírus.[9]
- 22 de abril: O Afeganistão confirma 1.093 casos de COVID-19 e 36 vítimas fatais.[10]

### Maio de 2020
- 1 de maio:  O Afeganistão confirma 2.200 casos de COVID-19 e 64 mortos.[11]
- 3 de maio: O Afeganistão registra o maior aumento de casos e mortes pela Covid-19 em um dia: 235 novas infecções e 12 mortes nas últimas 24 horas. São 2.704 casos e 85 mortes em território afegão.[12]
- 31 de maio: O presidente do Afeganistão, Ashraf Ghani, nomeia Dr. Ahmad Jawad Osmani como ministro interino da Saúde Pública, substitundo Ferozuddin Feroz, que ocupou o cargo desde 2015.[13]

### Outubro de 2020
- 14 de outubro: As autoridades de saúde do Afeganistão declaram o uso de máscara obrigatório em cargos públicos devido à segunda onda do novo coronavírus.[14]

### Dezembro de 2020
- 19 de dezembro: O número de casos confirmados do novo coronavírus no Afeganistão ultrapassa a marca de 50.000, registarada pelo Ministério da Saúde Pública do país.[15]

### Janeiro de 2021
- 25 de janeiro: O Afeganistão recebe 500 mil doses da vacina contra COVID-19 da Índia.[16]

### Fevereiro de 2021
- 5 de fevereiro: Um incêndio em um hospital para os pacientes com COVID-19 em Ferozkoh, capital da província de Ghor, no Afeganistão.[17][18]
- 23 de fevereiro: A campanha nacional de vacinação contra o novo coronavírus começa em Cabul um ano após o primeiro caso da doença no Afeganistão.[19][20]

### Março de 2021
- 8 de março: O Afeganistão recebe doses da vacina contra COVID-19 enviadas pelo Covax, uma parceria global com CEPI, Gavi, UNICEF e OMS.[21]